# باشگاه بسکتبال همیاری شهرداری زنجان
{{Infobox Basketball club
|color1        =white
|color2        =RED
|name          =باشگاه بسکتبال همیاری زنجان
|logo          =Hamyari Zanjan.png
|image_size     =150px
|leagues       =لیگ برتر بسکتبال ایران
|founded       =
|history       =
|arena         =Enghelab Arena of Zanjan 
 (Capacity: 6,000)
|location      =[[زنجان،ایران]]
|colors        =White and RED
   
|president     =Mohammad Mehdi Ahmadian
|coach         = AGHA KOCHAKI
|championships =
|website       = –
| h_body   
```
    = ffffff
```

| h_pattern_b   = _thinredsides
| h_shorts      = ffffff
| h_pattern_s   = _crch06
| a_body        = FF0000
| a_pattern_b   = _thinwhitesides
| a_shorts      = FF0000
| a_pattern_s   = _whitesides
}}
باشگاه بسکتبال همیاری شهرداری زنجان یک باشگاه بسکتبال در ایران بوده‌است. این تیم در شهر زنجان می‌باشد و وابسته به شهرداری زنجان است.که اکنون منحل شده است. این تیم دارای هواداران پرشور زیادی بود که آرزوی قهرمانی در لیگ برتر را داشتند ولی باتوجه به حمایت نشدن به کلی از بین رفت.